# Lysionotus denticulosus
Lysionotus denticulosus là một loài thực vật có hoa trong họ Tai voi. Loài này được W.T. Wang mô tả khoa học đầu tiên năm 1983.